# Вуд, Эдвард
Эдвард Дэвис Вуд-младший (англ. Edward Davis Wood Jr.; 10 октября 1924, Покипси, Нью-Йорк — 10 декабря 1978, Лос-Анджелес) — американский режиссёр, сценарист, продюсер, монтажёр, актёр и писатель. Был удостоен звания «худшего режиссёра всех времён», которое дали ему два кинокритика — Гарри и Майкл Медвед — в своей книге «The Golden Turkey Awards» в 1980 году (то есть через два года после смерти Вуда). В кино также известен под именами Дэниэл Дэвис и Дон Миллер. В фильмах Вуда снимался его любимый актёр Бела Лугоши, который также был его другом. Был дважды женат, от первой жены Нормы Маккарти у него есть ребёнок. Эд Вуд часто снимал по 20—30 сцен в день, в большинстве случаев — с первого дубля.

## Биография

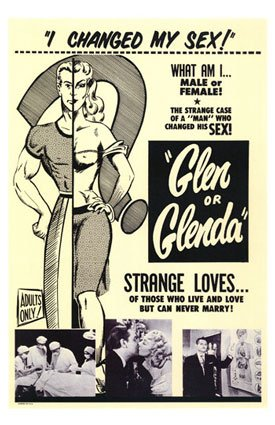
Постер к фильму «Глен или Гленда»

Эдвард Дэвис Вуд-младший родился 10 октября 1924 года в Покипси, Нью-Йорк. Его мать всегда хотела девочку, а отец, служивший почтальоном, относился к полу будущего ребёнка безразлично. В результате Эда одевали в женскую одежду, и в дальнейшем это стало его пристрастием. В этом смысле показателен случай, когда на Хэллоуин он выиграл 1-й приз, надев женское платье. В 1940-х годах, в возрасте 17 лет, Вуд отправляется сражаться на вторую мировую войну, где участвует в битве за Гуадалканал. Испытывая страсть к переодеванию, он носил под формой женское бельё. Но поскольку Вуд скрывал свой трансвестизм, он боялся, что будет ранен, и что его тайна будет раскрыта. После войны он уезжает в Лос-Анджелес, чтобы снимать кино. Первоначально Вуд выполнял мелкие поручения в Голливуде.
Эд Вуд продвигал свои многочисленные проекты как в театре и в литературе, так и в кино. Вуд предлагал издательствам литературу криминальной тематики, где часто фигурировали трансвеститы и любимые им свитера.
Актёрским и режиссёрским кинодебютом Вуда стал фильм «Глен или Гленда», в котором он сыграл главную роль. Это единственный фильм Вуда, имевший профессионального продюсера — Джорджа Вайса, владельца студии Screen Classics. Картина провалилась. Небольшую роль в фильме сыграл любимый актёр Эда, Бела Лугоши, страдавший от наркотической зависимости. Изначально фильм носил рабочее название «Я поменял свой пол» и в рабочем варианте рассказывал историю транссексуала Кристин Джоргенсен. Вуд написал новый, теперь уже автобиографический, сценарий, назвав фильм «Глен или Гленда».
Все остальные фильмы продюсировали и финансировали не имеющие никакого отношения к кинематографу люди. Например, на съёмки фильма «Невеста монстра» выделил деньги владелец скотобойни из Техаса Доналд Маккой, в этом же фильме снялся его сын Тони Маккой.
Не менее комичными были процесс съёмок и его подготовка. Так, для одного из эпизодов фильма «Невеста монстра» Вуду понадобился осьминог, но в связи с отсутствием денег Вуд украл резинового осьминога со склада студии Republic Studios. Однако в процессе кражи у чучела было оторвано одно из щупалец, кроме того Вуд забыл мотор, который обеспечивал «жизнедеятельность» осьминога. Поэтому сцену пришлось снимать без мотора — Вуд попросил Лугоши сделать вид, будто чучело его душит.

### План 9 из открытого космоса

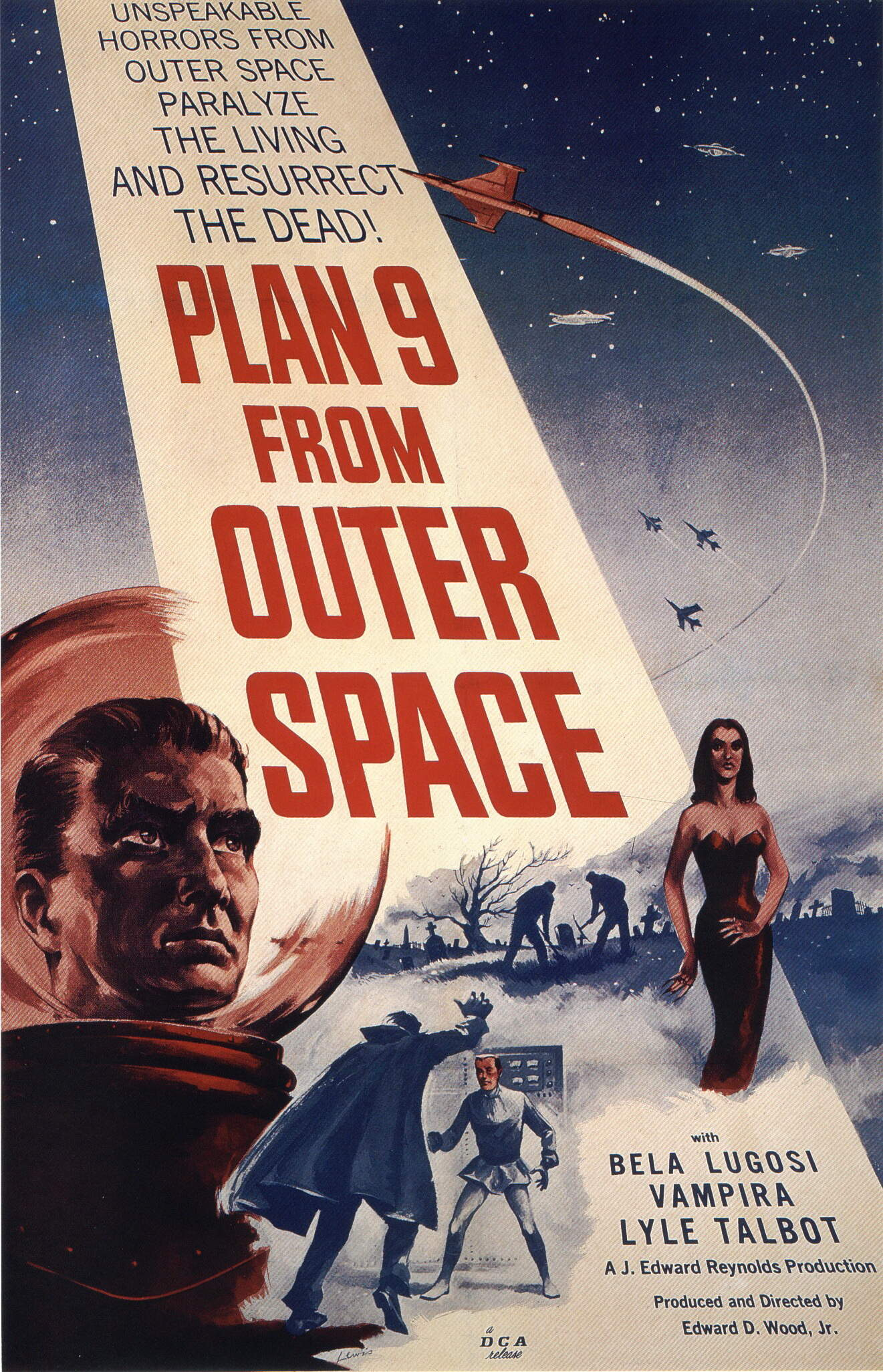
Постер к фильму «План 9 из открытого космоса»

В дальнейшем Эдвард снял ещё несколько фильмов (в некоторых опять сыграл Бела Лугоши). Наиболее интересной работой стала картина «План 9 из открытого космоса», которой присудили премию «Золотая индюшка». Деньги на съёмки фильма выделила Южная баптистская конвенция, для чего съёмочной группе пришлось пройти в ней обряд крещения, а в самом фильме снялся один из членов церкви. «План 9 из открытого космоса» стал пиком карьеры Вуда, несмотря на явные недостатки, режиссёр не смог превзойти его за последующую карьеру. Сюжет фильма повествовал о том, как над Голливудом начинают появляться «летающие тарелки», однако правительство США всячески отрицает этот факт. Кроме того, правительство даже пытается с ними бороться с помощью запуска ракет. Инопланетяне решают, что земляне вполне могут нанести большой вред галактическому сообществу, ввиду чего начинают реализовывать свой план под кодовым названием «План 9». Пришельцы оживляют двух мертвецов, которые призваны поработить человечество. В схватку с ними и с пришельцами вступают полковник армии США, лейтенант полиции и пилот, живущий недалеко от кладбища.
При съёмках Вуд постарался обойтись без серьёзных финансовых затрат. Кабину пилотов снимали следующим образом: пилоты сидели на дачных стульях, а позади них висела занавеска для душа. В качестве летающих тарелок над моделью Голливуда были использованы дешевые игрушечные модели из детского магазина, подвешенные на леске (сам Вуд запустил миф, что они представляют собой колпаки из белого металла для колёс автомобиля).

## Личная жизнь
Одной из первых подруг Вуда была Долорес Фуллер, с которой Вуд познакомился на кастинге фильма «За закрытыми дверями», который должен был ставить. В итоге Долорес стала его любовницей и снялась ещё в нескольких его фильмах. Их связь продолжалась несколько лет, после чего она ушла, мотивировав уход тем, что ей надоели постоянные переодевания Вуда в женскую одежду, и тем, что она была единственной, кто зарабатывал деньги. Долорес рассталась с Вудом после съёмок «Невесты монстра», где исполнила роль секретарши. Впоследствии она стала известным поэтом и написала несколько хитов для Элвиса Пресли. В 1955 году, во время съёмок «Невесты монстра», Вуд женился на Норме Маккарти, которая потом сыграла стюардессу в «Плане 9». Она аннулировала брак, когда узнала, что он трансвестит, хотя они успели завести общую дочь Кэтлин Эмили Вуд. В 1956 году Эд женился на Кэти О’Хара, с которой прожил до самой смерти. Она пережила мужа на 28 лет и умерла в 2006 году.
В 1967 году Вуд начал злоупотреблять алкоголем. В 1970-е годы режиссёр перешёл на съёмки эротических фильмов и даже сам снялся в некоторых из них. Его последняя режиссёрская работа — эротический фильм «Некромания» (1971). Вуд умер от сердечной недостаточности 10 декабря 1978 года в возрасте 54 лет
Одним из друзей Вуда был Банни Брекинридж (настоящее имя — англ. John Cabell Breckinridge), часто выступавший в дешёвых театральных шоу с трансвеститами и геями. Он исполнил роль Повелителя в «Плане 9 из открытого космоса». Банни два раза неудачно пытался изменить пол. Он умер в 1996 году. Также среди друзей Вуда значится «Удивительный Крисвел», шоумен, снявшийся в нескольких его фильмах.
Не менее оригинальным другом Вуда был Тор Джонсон (Tor Johnson) — профессиональный рестлер, весивший около 136 килограммов. Тор выступал под именем «The Super Swedish Angel». Достижением всей жизни Джонсона стала суперпопулярная хэллоуинская маска, выпущенная после его смерти и разошедшаяся в Соединенных Штатах безумным тиражом. Среди других друзей Вуда можно выделить Майлу Нурми и Белу Лугоши.

## Культурное влияние
В наше время Эд стал популярен. Психиатр Клайд Уильямс оплатил 23-летний счёт и забрал фильм Вуда «Оргия мертвецов» из проявки. Режиссёр Марк Кардуччи снял документальный фильм про картину «План 9 из открытого космоса». Эрис Илиопулос снял по нереализованному сценарию Вуда фильм «Я проснулся рано в день моей смерти».
Рудольф Грей написал в 1992 году про Эда книгу «Кошмар экстаза», которая вновь  вызвала интерес к личности и к творчеству Вуда, а затем послужила основой для сценария, по которому Тим Бёртон снял фильм «Эд Вуд». Информацией для книги послужили воспоминания жены и друзей Вуда. Бюджет фильма был в 100 раз больше, чем у всех фильмов Эда вместе взятых. И хотя, под стать фильмам Вуда, он также провалился в прокате, но был оценён критиками (премии «Оскар», «Золотой глобус», «Сатурн»). Роль Эда сыграл актёр Джонни Депп.

## Фильмография
полнометражные фильмы
- 1953 — Глен или Гленда / Glen or Glenda
- 1954 — Тюремная наживка[англ.] / Jail Bait
- 1955 — Невеста монстра / Bride of the Monster
- 1959 — План 9 из открытого космоса / Plan 9 from Outer Space
- 1959 — Ночь упырей[англ.] / Night of the Ghouls
- 1960 — Зловещий толчок[англ.] / The Sinister Urge
- 1970 — Удалите из профессии[англ.] / Take It Out in Trade
- 1970 — Возбуждённый / Excited
- 1971 — Единственный дом в городе / The Only House in Town
- 1971 — Юные молодожёны[англ.] / The Young Marrieds
- 1971 — «Некромания[англ.]» / Necromania: A Tale of Weird Love (это последний фильм Эдварда Вуда-младшего)

короткометражные фильмы
- 1957 — Последний занавес[англ.] / Final Curtain
- 1957 — Ночь призрачного крика / The Night the Banshee Cried
- начало 1960-х — Стрельба с трюками с Кенни Дунканом[англ.] / Trick Shooting with Kenne Duncan

телефильмы
- 1951 — Солнце садилось / The Sun Was Setting
- 1953 — Мститель перекрёстка: приключения тусонского малыша[англ.]
- 1953 — Сапоги / Boots

посмертные фильмы
- 1993 — Дьявольское отродье / Hellborn (снят в середине 1950-х, закончен в 1993)
- 1995 — Перекрёсток Ларедо[англ.] / Crossroads of Laredo (короткометражный фильм, снятый в 1948 году, стал первой режиссёрской работой Эдварда Вуда, фильм был закончен лишь после его смерти его близкой подругой Долорес Фуллер)
- 1995 — Удалите из профессии: выводы[англ.] (снят в 1970, закончен в 1995)
- 1999 — Я проснулся рано в день моей смерти / I Woke Up Early the Day I Died (сценарий написан в 1970-е, снят в 1999)

сценарист
- 1956 — Жестокие годы[англ.] / The Violent Years
- 1957 — Неземной[англ.] / The Unearthly
- 1958 — Невеста и чудовище[англ.] / The Bride and the Beast
- 1959 — Месть девственниц[англ.] / Revenge of the Virgins
- 1960 — Анатомия психоза[англ.] / Anatomy of a Psycho
- 1963 — Вынужденный брак[англ.]* / Shotgun Wedding
- 1965 — Оргия мертвецов / Orgy of the Dead
- 1969 — Миллион лет до AC/DC / One Million AC/DC
- 1969 — Праздник любви / The Love Feast
- 1970 — Снежные зайки / The Snow Bunnies
- 1970 — Венерина мухоловка[англ.] / Venus Flytrap
- 1972 — Воссоединение класса[англ.] / Class Reunion
- 1972 — Студент / The Undergraduate
- 1972 — Коктельные хостесы / The Cocktail Hostesses
- 1972 — Брошенная жена / Drop-Out Wife
- 1974 — Пять свободных женщин / Five Loose Women
- 1976 — Пляжные зайки / The Beach Bunnies
- 1978 — Горячий лёд / Hot Ice

## Книги
- Голливудские крысиные бега[англ.]

## Цитаты
- Эдвард Вуд. «Если вы хотите узнать меня, посмотрите фильм „Глен или Гленда“. Это я, это моя история, без вопросов. Но „План 9“ —  это моя красота и гордость. Мы использовали диски кадиллака для изображения НЛО».
- Джеффри Кауфман, Blu-ray.com. «…именно такой фильм («Заат») мог бы снять Эд Вуд — в свой плохой день…»[9]